# Leveromyia pallipes
Leveromyia pallipes är en tvåvingeart som beskrevs av James 1978. Leveromyia pallipes ingår i släktet Leveromyia och familjen vapenflugor. Inga underarter finns listade i Catalogue of Life.